# تسرهوویتسه
تسرهوویتسه (به چکی: Cerhovice) یک منطقهٔ مسکونی در جمهوری چک است که در ناحیه بروون واقع شده‌است. تسرهوویتسه ۸٫۰۹ کیلومتر مربع مساحت و ۱٬۰۴۹ نفر جمعیت دارد و ۴۱۱ متر بالاتر از سطح دریا واقع شده‌است.